# Vicino Oriente

Mappa geografica

Vicino Oriente è un'espressione che è oggi in uso per indicare la regione geografica per lo più islamizzata estesa dalla sponda orientale del Mar Mediterraneo all'altopiano iranico e alla penisola arabica esclusi. Dal punto di vista della 'geografia storica', il Vicino Oriente accomuna, per snodo di civiltà, l'oriente mediterraneo alla penisola araba e all'Iran, sino al Mar Caspio. Termini connessi sono "Levante" e "Asia Anteriore" (delimitata tradizionalmente da Mediterraneo orientale, Mar Rosso, Golfo Persico, Hindu Kush, Mar Caspio e Mar Nero).

## Utilizzo dell'espressione
Nel periodo ottomano le regioni balcaniche erano controllate dal governo di Istanbul. Da questo uso del termine deriva, inoltre, l'abitudine di chiamare "medio oriente" i territori situati tra Turchia e Iran, in quanto a metà strada tra i territori balcanici, e il continente asiatico. Il più delle volte, però, per pervasiva influenza giornalistica anglo-americana, l'area tendenzialmente arabofona (allargabile quindi a occidente, fino a includere il Marocco), viene chiamata Medio Oriente (o in inglese Middle East) ma quest'uso crea inevitabilmente confusione, perché l'uso del termine "medio" o "lontano" Oriente presuppone, per pura logica, che ne esista uno "vicino".
Diversamente, in Francia e nel Regno Unito, si è dovuto da circa due secoli provvedere a una classificazione amministrativa puntuale dei paesi dominati, adottando una terminologia dotata di una logica meno ondivaga e si è presto giunti alla conclusione che era utile parlare di Middle East (o Moyen-Orient) e di Far East (o Extrême-Orient) solo se si fosse individuato e indicato un Near East (o Proche-Orient). Le loro classificazioni non furono immediatamente definitive. Il Foreign Office o il Ministero delle Colonie britannico ad esempio amarono a lungo includere nel "Near East" anche la Grecia, dal momento che la loro classificazione volle inizialmente riferire il Near East a tutto il novero dei Paesi sottoposti alla dominazione ottomana.
Se l'espressione Medio Oriente prevale ancor oggi nella stampa quando ci si riferisce all'area arabofona, alla Turchia, a Israele o all'Iran, il termine "Vicino Oriente" è stato invece definitivamente accettato dagli studiosi che si occupano di queste stesse aree in età antiche: si parla infatti ovunque, e correttamente, delle "civiltà del Vicino Oriente" con riferimento a culture quali quelle degli Assiri, dei Sumeri o dei Fenici (solo per fare degli esempi), come pure delle "lingue e scritture del Vicino Oriente antico". Anche per le discipline storiche d'età successiva è ormai invalso l'uso dell'espressione "Vicino Oriente" per riferirsi all'area arabofona. L'Università degli Studi di Napoli "L'Orientale", ad esempio, ha per vari anni avuto attivato l'insegnamento di Storia del Vicino Oriente islamico, ricoperto da Claudio Lo Jacono.